# Stav
Stav je relativno trajan odnos prema komu ili prema čemu, koji se očituje kao tendencija da se misli, osjeća i ponaša na određeni način. To je i načelo kojega se tko drži, njegovo uvjerenje. Psihološku strukturu stava čine tri sastavnice: spoznajna, emotivna i akcijska. Stav, kao mentalna dispozicija, utječe na opažanje, mišljenje i socijalno ponašanje. Stavovi mogu biti društveni i osobni.

## Također pogledajte
- Stereotip
- Predrasuda
- Postrasuda